# 金東哲
金東哲（韓語：김동철，1953年— ），是一名韓裔美國商人，2015年10月被朝鮮政府以間諜罪判處10年勞改。他曾與妻子一起生活在中國，並在羅津先鋒經濟特區內擁有一家企業。2018年5月9日，金東哲與其他兩位美國公民金相篤和金學松被一同釋放。